# Tianhe

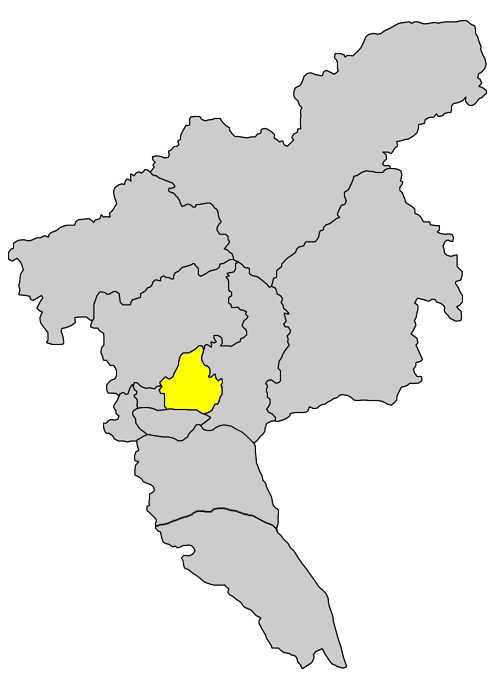
Lage des Stadtbezirks Tianhe innerhalb der Stadt Guangzhou

Der Stadtbezirk Tianhe (chinesisch 天河區 / 天河区, Pinyin Tiānhé Qū, Jyutping tin1 ho4 keoi1) ist ein Stadtbezirk der chinesischen Stadt Guangzhou in der Provinz Guangdong. Er hat eine Fläche von 96,33 km² und 2.241.826 Einwohner (Stand: Zensus 2020). 

## Administrative Gliederung
Auf Gemeindeebene setzt sich der Stadtbezirk aus einundzwanzig Straßenvierteln zusammen. 

## Bauwerke
Der Bank of Guangzhou Tower besteht seit 2012.